# ミルドレッド・デイヴィス
- ミルドレッド・デイビス

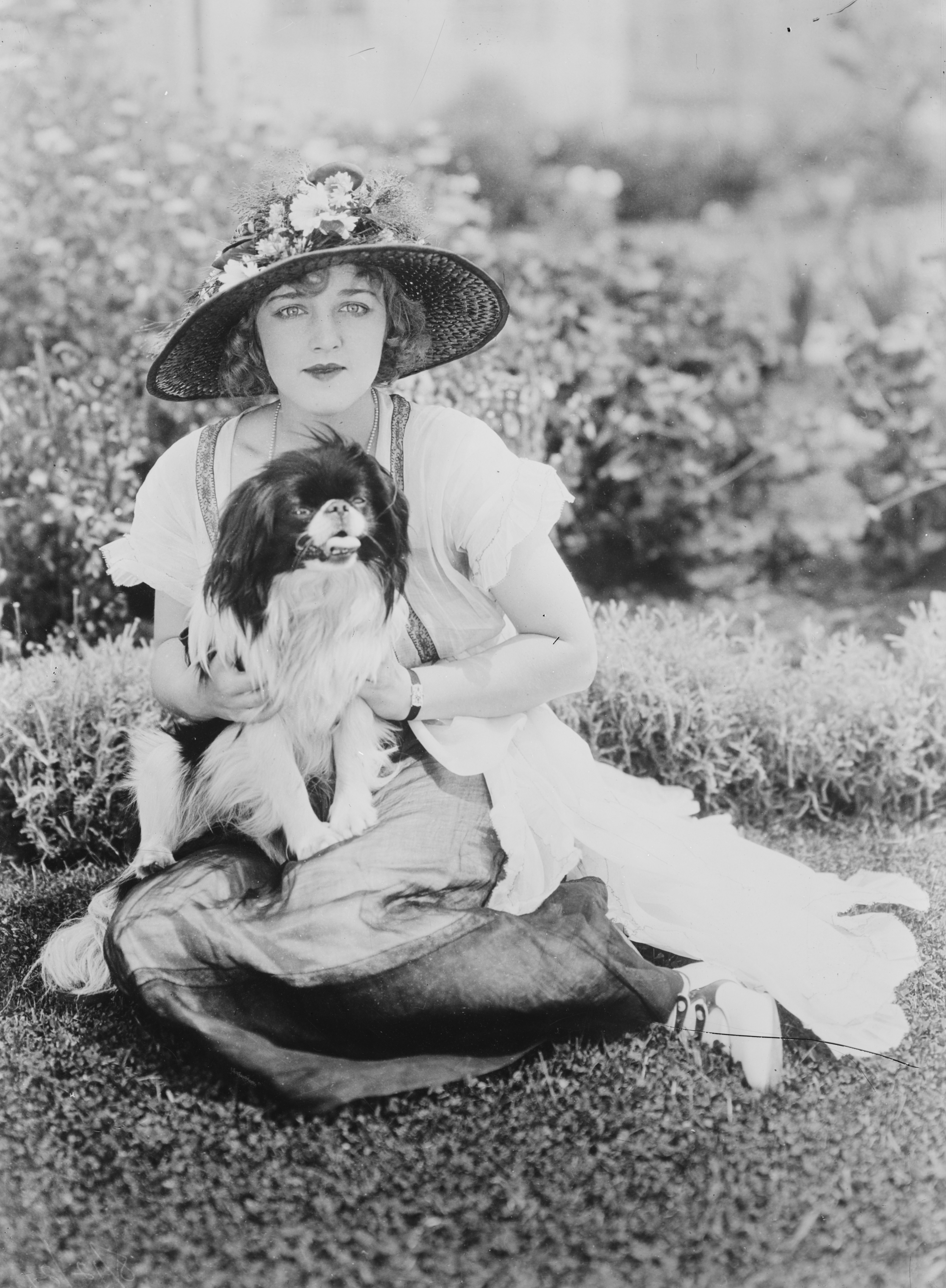
ペットの犬と(1921年8月12日)

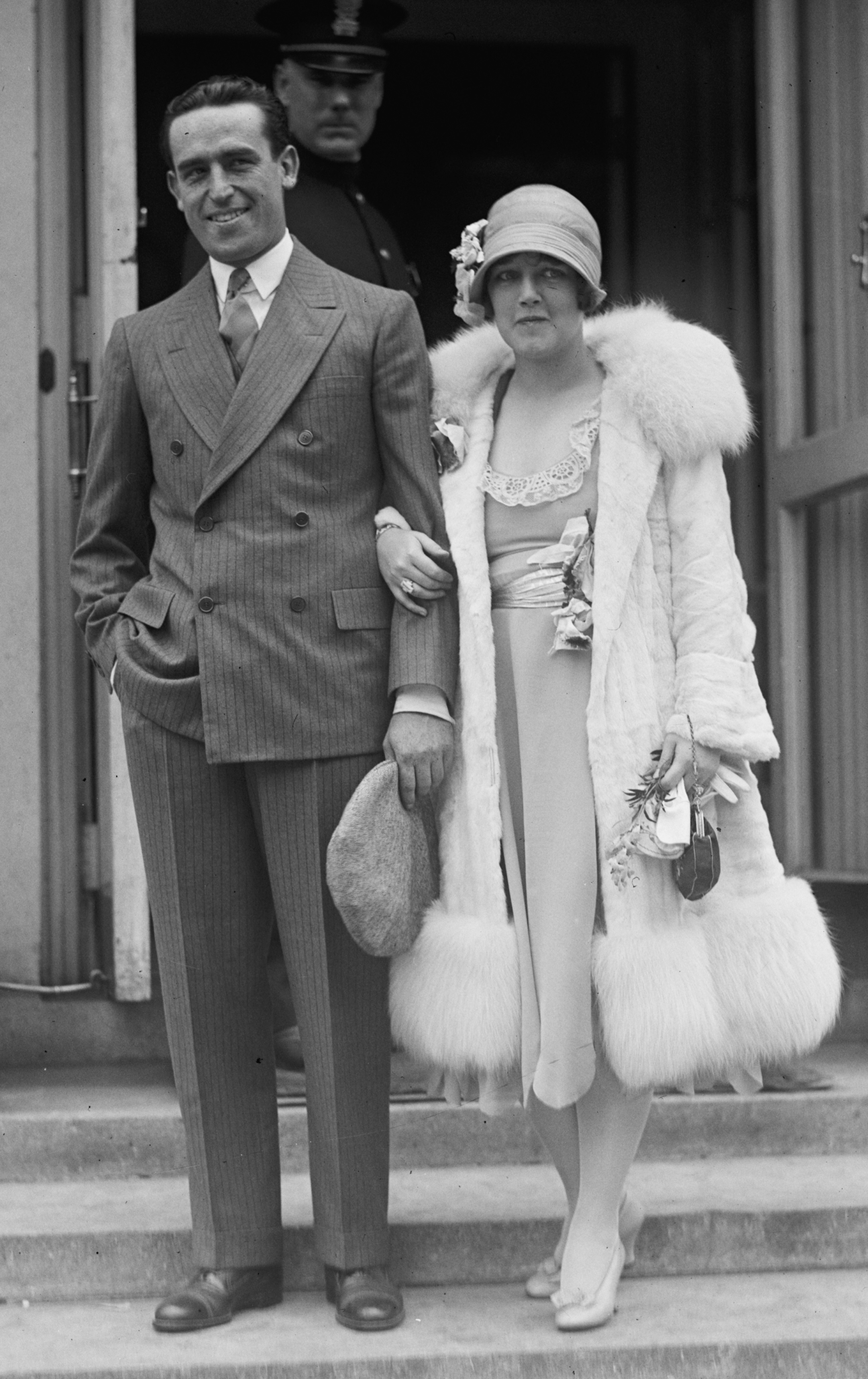
夫婦で(1925年5月16日)

ミルドレッド・ヒラリー・デイヴィス（Mildred Hillary Davis、1901年2月22日 - 1969年8月18日）は、アメリカ合衆国の女優。ハロルド・ロイドと何度も共演し、後に二人は結婚した。

## 生涯
ペンシルベニア州フィラデルフィアの生まれ。父はハワード・ベケット・デイヴィス。クエーカー系の学校で学ぶ。映画女優を目指して、ロサンゼルスに移る。小さな役で何本か映画に出たところ、ハル・ローチの目にとまる。ローチはビーブ・ダニエルズの後任を探していたハロルド・ロイドに彼女を推薦。1919年、『其の日ぐらし』からロイド映画のヒロインに抜擢される。
1923年2月10日、ロイドと結婚。ロイドは今後ミルドレッドは映画に出ないという声明を出す。しかし、ミルドレッドは夫を説得、『曲者揃い』（1927年）で一度だけ復帰する。ロイドの共演ではなく、堂々の主演だった。
その後はビバリー・ヒルズの地域活動に勤しみ、ハロルド・ロイド邸（通称グリーン・エーカーズ）ではバラのガーデニングを楽しんだ。仲の良い友人には女優のマリオン・デイヴィス、コリーン・ムーアがいた。
夫婦仲は円満で、子供は3人。ハロルド・ロイド・Jr.は俳優になった。
1969年、カリフォルニア州サンタモニカで心筋梗塞のため死去。遺体はフォレスト・ローン・メモリアル・パークに埋葬された。
なお、ロイド映画に子役で出ていたジャック・デイヴィスはミルドレッドの実の弟。1925年に俳優を引退した後、医者となり、UCLAデービッド・ゲフェン医学部の准教授も務めた。彼の娘シンディは俳優のクリス・ミッチャムと結婚。その子供ベントレー・ミッチャムも俳優をしている。

## フィルモグラフィ
- Marriage à la Carte (1916)
- What'll We Do with Uncle? (1917)
- Fighting Mad	Lily Sawyer (1917)
- Bud's Recruit (1918)
- A Weaver of Dreams (1918)
- All Wrong (1919)
- Start Something (1919)
- All at Sea (1919)
- Call for Mr. Caveman (1919)
- Giving the Bride Away (1919)
- Looking for Trouble (1919)
- Tough Luck (1919)
- 其の日ぐらし[9] From Hand to Mouth (1919)
- Red Hot Hottentotts (1920)
- Why Go Home? (1920)
- The Floor Below (1920)
- ロイドのずるい若様 [10]His Royal Slyness (1920)
- Getting His Goat (1920)
- ロイドの化け物屋敷[9]（ロイドの化物退治 [11]） Haunted Spooks (1920)
- 都会育ちの西部者[9] An Eastern Westerner (1920)
- 眼が廻る[9] High and Dizzy (1920)
- ロイドの神出鬼没[9][12] Get Out and Get Under (1920)
- ロイドの何番々々[9] Number, Please? (1920)
- Humor Risk (1921)
- 好機逸すべからず[9]“好機逸すべからず”.  アテネ・フランセ文化センター. 2020年1月17日閲覧。 Now or Never (1921)
- 客に混って[9] Among Those Present (1921)
- 俺がやる[9] I Do (1921)
- 落胆無用[9]（ロイドの落胆無用[12]） Never Weaken (1921)
- ロイドの水兵 A Sailor-Made Man (1921)
- 豪勇ロイド Grandma's Boy (1922)
- ドクター・ジャック Doctor Jack (1922)
- 要心無用 Safety Last! (1923)
- Temporary Marriage (1923)
- Condemned (1923)
- 曲者揃い Too Many Crooks (1927)